# Język naukański
Język naukański (Nuvuqaghmiistun) – język z rodziny eskimo-aleuckiej, używany w Federacji Rosyjskiej na Półwyspie Czukockim. Posługuje się nim 60 osób (2010). 
Od 1958 r. społeczność zamieszkuje miejscowości Ławrientija, Uelen i Łorino. Pierwotnie był używany we wsi Naukan.
Należy do grupy języków jupik. Stanowi formę pośrednią między jupik środkowosyberyjskim (językiem Wyspy Świętego Wawrzyńca na Alasce i obszaru wybrzeża Syberii) i jupik środkowym (używanym w południowo-zachodniej Alasce).